# Johan Jacob Ferguson

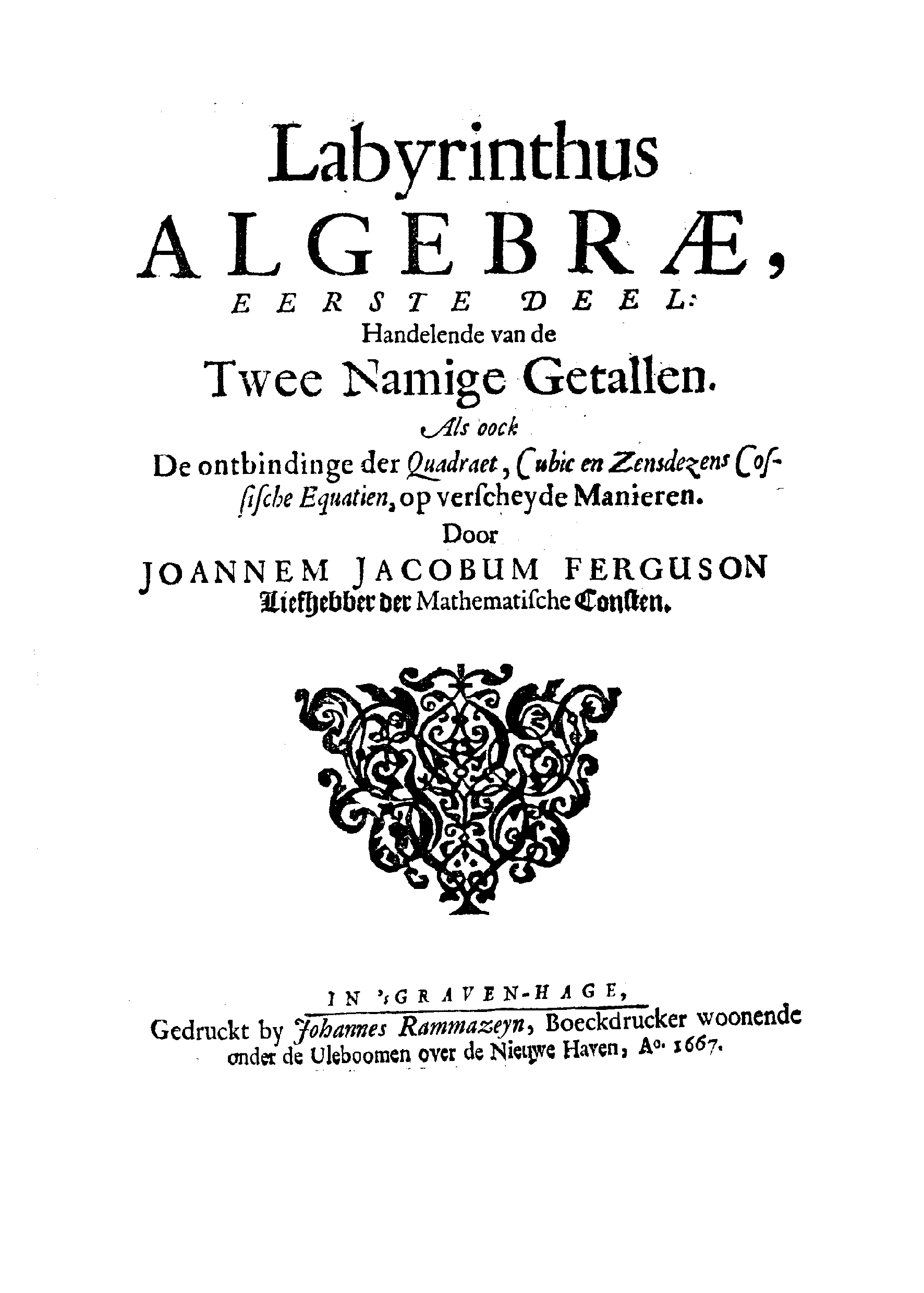
Labyrinthus algebrae, 1667

Johan Jacob Ferguson (La Haya, ca. 1630 - Ámsterdam, 6 de octubre de 1691) fue un matemático holandés, correspondiente de Gottfried Leibniz.

## Vida y obra
Johan Jacob Ferguson nacido en torno a 1630, probablemente en La Haya, escribió en 1667 Labyrinthus algebrae, donde mostraba las soluciones a las ecuaciones de tercer grado y a las de cuarto grado utilizando nuevos métodos. El libro contenía traducciones parciales en latín y fue remitido a Isaac Newton.
Falleció, en Ámsterdam, probablemente el 6 de octubre de 1691.